# Oberleitungsbus Krefeld
Der Oberleitungsbus Krefeld war das Oberleitungsbus-System der nordrhein-westfälischen Stadt Krefeld. Er bestand vom 3. Dezember 1949 bis zum 29. Mai 1964 und wurde – wie die seit 1883 verkehrende Straßenbahn Krefeld – von der Krefelder Verkehrs-AG (KREVAG) betrieben. Der Oberleitungsbus wurde nach seiner Stilllegung durch Omnibusse ersetzt. Die Betriebsspannung betrug 650 Volt.

## Geschichte
Der Oberleitungsbus ergänzte die Straßenbahn und verkehrte auf einer einzigen 4,13 Kilometer langen Strecke vom Krefelder Hauptbahnhof über die Breite Straße, die Marktstraße und die Forstwaldstraße zum Bahnübergang in Benrad. Die auf dieser Route eingesetzte Obus-Linie 19 ersetzte die stark nachgefragte Omnibuslinie S.
Ursprünglich war geplant den Oberleitungsbus über die Eisenbahn hinweg bis Forstwald und Anrath zu führen, jedoch untersagte die Deutsche Bundesbahn eine Querung ihrer Bahnstrecke Duisburg-Ruhrort–Mönchengladbach. Auch eine Verlängerung in den Stadtteil Oppum am anderen Streckenende konnte nicht realisiert werden.

## Fahrzeuge
Dem Oberleitungsbus Krefeld standen drei Solowagen zur Verfügung:
| Nummer | Hersteller                        | Elektrik | Typ    | Baujahr | Verbleib                                                                                      |
| ------ | --------------------------------- | -------- | ------ | ------- | --------------------------------------------------------------------------------------------- |
| 501    | Waggonfabrik Uerdingen            | AEG      | K1907  | 1949    | 1962 verschrottet                                                                             |
| 502    | Waggonfabrik Uerdingen            | AEG      | K1907  | 1950    | 1963 verschrottet                                                                             |
| 503    | Waggonfabrik Uerdingen / Henschel | AEG      | ÜHIIIs | 1953    | 1964 an den Oberleitungsbus Kapfenberg verkauft, dort mit neuer Nummer 19 bis 1972 im Einsatz |

Zusätzlich existierte ein ebenfalls 1949 von der Waggonfabrik Uerdingen hergestellter Anhänger mit der Nummer 551. Dieser wurde aber meist hinter Omnibussen eingesetzt und 1962 verschrottet.